# 南拒马河
南拒马河，位于中华人民共和国河北省中部的一条河流，是拒马河在涞水县石亭镇铁索崖一分为二后的南支。南拒马河自铁索崖蜿蜒向东南流，经涞水县东部、定兴县中部、容城县北部和高碑店市西南角，最后于高碑店市白沟镇（白沟新城）南刘庄村以西与白沟河相汇成大清河。南拒马河干流全长69千米，流域面积2156平方千米。流域内旱涝灾害较重。经济以农业为主，主要种植小麦、玉米、谷子及薯类。